# Ophonus schaubergerianus
Ophonus schaubergerianus är en skalbaggsart som först beskrevs av Puel 1937.  Ophonus schaubergerianus ingår i släktet Ophonus, och familjen jordlöpare. Arten har ej påträffats i Sverige.